# Ponte Tickford

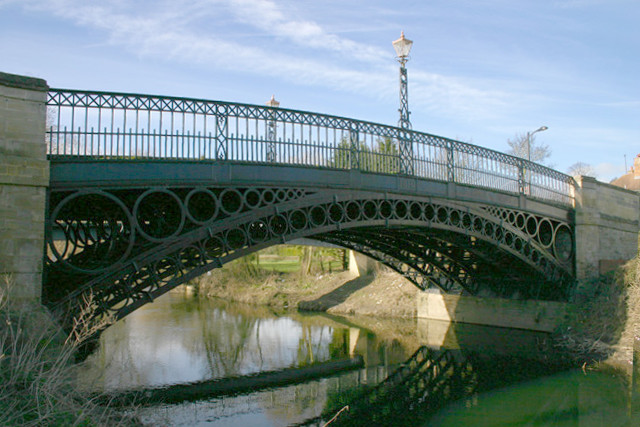
Ponte Tickford

A ponte Tickford, sobre o rio Ouzel (ou Lovat) em Newport Pagnell, Buckinghamshire, na Inglaterra, foi construída em 1810. É uma das últimas (21 ainda restantes) ponte de ferro fundido na Grã-Bretanha que ainda tem tráfego rodoviário moderno, e é a ponte mais antiga do bairro de Milton Keynes. Numa das laterais há uma placa que detalha a sua história e construção.
A ponte Tickford está classificada como Grade I pela Historic England.